# Верхнє Карлівське водосховище
Ве́рхнє Ка́рлівське водосхо́вище — водосховище на річці Вовча (басейн річок Самара, Дніпро) розташоване в Ясинуватському районі Донецької області, Україна. Найближчий населений пункт с. Яснобродівка.
Водосховище було створено 1933 р. як складова системи «Канал Дніпро — Донбас» для постачання питної й технічної води з Дніпра. Будівництво каналу було законсервовано 1996 року.
Площа водного дзеркала становить 5,22 км². Повний об'єм становить 24 м³, корисний — 23 м³[джерело?].
7 червня 2014 р. проросійські терористи захопили водосховище та, погрожуючи застосувати силу, вимагали від працівників відкрити шлюзи, що могло б призвести до затоплення 6 населених пунктів, однак це їм цілком здійснити не вдалося.
У жовтні 2014 року українські збройні сили, задіяні в АТО, беруть участь у відновлювальних роботах на водосховищі та контролюють подачу води в Покровський та Добропільський райони.